# Aviadvigatel PD-14
PD-14 (prej PS-14) je nova generacija ruskih  visokoobtočnih turboventilatorskih reaktivnih letalskih motorjev. Razvija jih podjetje ОАО "Авиадвигатель", poganjal bo novo rusko dvomotorno letalo Irkut MS-21. Program PD-14 so objavili leta 2010, cena razvoja naj bi bila 35 milijard rubljev (US$ 1,1 milijard)
Turbofan PD-14 naj bi kasneje razširili z motorjem PD-18R, ki bi imel reduktor, podobno kot ameriški PW1000G. Potisk PD-18R naj bi bil od 18000 kg do 20000 kg.  Uporabljal bi se v težkih potniških in transportnih letalih, kot je Iljušin Il-96-300/400T. 
Nov motor naj bi imel za 10-15% manjšo porabo kot CFM International CFM56 in primerljivo z njegovim naslednikom CFM International LEAP. Izvedba motorja bo dvogredna. PD-14 se bo uporabljal tudi na letalih Tupoljev Tu-204 Iljušin Il-76, in UAC/HAL Il-214 večnamenskem letalu.

## Tehnične specifikacije
- Tip: dvogredni visokoobtočni turboventilatorski moto
- Dolžina:
- Premer ventilatorja: 1 900 mm (75 in)
- Teža: 2 770–2 850 kg (6 110–6 280 lb)

- Kompresor: en ventilator, 3-stopenjski nizkotlačni, 8-stopenjski visokotlačni
- Zgorevalna komora: obročasta
- Turbina: 2-stopenjska visokotlačna, 6-stopenjska nizkotlačna

- Največji potisk: 12 500–15 600 kgf (28 000–34 000 lbf); (122 kN - 153 kN)
- Tlačno razmerje (skupno): 38–46
- Obtočno razmerje: 7,2–8,6
- Specifična poraba goriva: 0,526 kg/kgf.hr
- Razmerje potisk/teža: